# Vila Boa (Goiás)
Vila Boa is een gemeente in de Braziliaanse deelstaat Goiás. De gemeente telt 4.578 inwoners (schatting 2009).

## Verkeer en vervoer
De stad ligt aan de radiale snelweg BR-020 tussen Brasilia en Fortaleza.